# Secretario de Vivienda y Desarrollo Urbano de los Estados Unidos
El secretario de Vivienda y Desarrollo Urbano de los Estados Unidos (en inglés: United States Secretary of Housing and Urban Development) es el jefe del Departamento de Vivienda y Desarrollo Urbano de los Estados Unidos, encargado de los programas enfocados en las necesidades de vivienda y el desarrollo de las comunidades. El secretario es miembro del gabinete del presidente.
El puesto fue creado con la formación del Departamento de Vivienda y Desarrollo Urbano el 9 de septiembre de 1965, por la firma del presidente Lyndon B. Johnson de la Ley del Departamento de Vivienda y Desarrollo Urbano.
En la línea de sucesión presidencial, se encuentra en el decimotercer lugar.
El actual secretario es Scott Turner, quien fue nominado por el presidente Donald Trump y confirmado por el Senado el 5 de febrero de 2025.

## Secretarios de Vivienda y Desarrollo Urbano
Partidos
     Demócrata
     Republicano
| N.º | Imagen                  | Nombre                       | Estado de residencia | Inicio                   | Final                    | Presidente | Presidente        |
| --- | ----------------------- | ---------------------------- | -------------------- | ------------------------ | ------------------------ | ---------- | ----------------- |
| 1   |                         | Robert C. Weaver             | Nueva York           | 18 de enero de 1966      | 18 de diciembre de 1968  |            | Lyndon B. Johnson |
| 2   |                         | Robert C. Wood               | Massachusetts        | 7 de enero de 1969       | 20 de enero de 1969      |            | Lyndon B. Johnson |
| 3   |                         | George W. Romney             | Míchigan             | 22 de enero de 1969      | 20 de enero de 1973      |            | Richard Nixon     |
| 4   |                         | James T. Lynn                | Ohio                 | 2 de febrero de 1973     | 5 de febrero de 1975     |            | Richard Nixon     |
| 4   | Gerald Ford             | James T. Lynn                | Ohio                 | 2 de febrero de 1973     | 5 de febrero de 1975     |            |                   |
| 5   |                         | Carla A. Hills               | California           | 10 de marzo de 1975      | 20 de enero de 1977      |            |                   |
| 6   |                         | Patricia R. Harris           | Distrito de Columbia | 23 de enero de 1977      | 10 de septiembre de 1979 |            | Jimmy Carter      |
| 7   |                         | Maurice E. Landrieu          | Luisiana             | 24 de septiembre de 1979 | 20 de enero de 1981      |            | Jimmy Carter      |
| 8   |                         | Samuel R. Pierce             | Nueva York           | 23 de enero de 1981      | 20 de enero de 1989      |            | Ronald Reagan     |
| –   |                         | J. Michael Dorsey interino   |                      | 20 de enero de 1989      | 13 de febrero de 1989    |            | George H. W. Bush |
| 9   |                         | Jack F. Kemp                 | Nueva York           | 13 de febrero de 1989    | 20 de enero de 1993      |            | George H. W. Bush |
| 10  |                         | Henry G. Cisneros            | Texas                | 22 de enero de 1993      | 20 de enero de 1997      |            | Bill Clinton      |
| 11  |                         | Andrew M. Cuomo              | Nueva York           | 29 de enero de 1997      | 20 de enero de 2001      |            | Bill Clinton      |
| –   |                         | William C. Apgar interino    |                      | 20 de enero de 2001      | 24 de enero de 2001      |            | George W. Bush    |
| 12  |                         | Mel Martinez                 | Florida              | 24 de enero de 2001      | 13 de agosto de 2004     |            | George W. Bush    |
| 13  |                         | Alphonso Jackson             | Texas                | 13 de agosto de 2004     | 1 de septiembre de 2004  |            | George W. Bush    |
| 13  | 1 de septiembre de 2004 | Alphonso Jackson             | Texas                | 18 de abril de 2008      |                          |            | George W. Bush    |
| –   |                         | Roy A. Bernardi interino     | Nueva York           | 18 de abril de 2008      | 4 de junio de 2008       |            | George W. Bush    |
| 14  |                         | Steve Preston                | Illinois             | 4 de junio de 2008       | 20 de enero de 2009      |            | George W. Bush    |
| –   |                         | Brian D. Montgomery interino |                      | 20 de enero de 2009      | 26 de enero de 2009      |            | Barack Obama      |
| 15  |                         | Shaun Donovan                | Nueva York           | 26 de enero de 2009      | 28 de julio de 2014      |            | Barack Obama      |
| 16  |                         | Julián Castro                | Texas                | 28 de julio de 2014      | 20 de enero de 2017      |            | Barack Obama      |
| –   |                         | Craig Clemmensen interino    |                      | 20 de enero de 2017      | 2 de marzo de 2017       |            | Donald Trump      |
| 17  |                         | Ben Carson                   | Florida              | 2 de marzo de 2017       | 20 de enero de 2021      |            | Donald Trump      |
| –   |                         | Matt Ammon interino          |                      | 20 de enero de 2021      | 10 de marzo de 2021      |            | Joe Biden         |
| 18  |                         | Marcia Fudge                 | Ohio                 | 10 de marzo de 2021      | 22 de marzo de 2024      |            | Joe Biden         |
| –   |                         | Adrianne Todman interina     | Islas Vírgenes       | 22 de marzo de 2024      | 20 de enero de 2025      |            | Joe Biden         |
| –   |                         | Matt Ammon interino          |                      | 20 de enero de 2025      | 5 de febrero de 2025     |            | Donald Trump      |
| 19  |                         | Scott Turner                 | Texas                | 5 de febrero de 2025     | Presente                 |            | Donald Trump      |